# 莱谢尔 (阿列日省)
莱谢尔（法語：Leychert）是法国阿列日省的一个市镇，属于富瓦区（Foix）拉韦拉内县（Lavelanet）。该市镇2009年时的人口为99人。

## 人口
莱谢尔人口变化图示
| 数据来源：INSEE |